# Marie-Paule Panza
Marie-Paule Panza (4 de enero de 1960) es una deportista francesa que compitió en judo. Ganó una medalla de plata en el Campeonato Mundial de Judo de 1980 en la categoría de –56 kg.

## Palmarés internacional
| Campeonato Mundial | Campeonato Mundial          | Campeonato Mundial | Campeonato Mundial |
| Año                | Lugar                       | Medalla            | Categoría          |
| ------------------ | --------------------------- | ------------------ | ------------------ |
| 1980               | Nueva York (Estados Unidos) | Medalla de plata   | –56 kg             |